# Euphorbia plebeia
Euphorbia plebeia är en törelväxtart som beskrevs av Pierre Edmond Boissier. Euphorbia plebeia ingår i släktet törlar, och familjen törelväxter. Inga underarter finns listade i Catalogue of Life.